# Isola del Gran Sasso d’Italia
Isola del Gran Sasso d’Italia ist eine italienische Gemeinde in der Provinz Teramo in den Abruzzen mit 4436 Einwohnern (Stand 31. Dezember 2023). Die Ortschaft ist Mitglied der Comunità Montana Gran Sasso. Die Gemeinde ist gut an den Gran-Sasso-Tunnel und an die A24 angebunden.

## Geografie
Das Territorium der Gemeinde liegt innerhalb der Grenzen des Nationalparks Gran Sasso und Monti della Laga.
Zu den Ortsteilen (Fraktionen) zählen Capsano, Casale San Nicola, Cerchiara, Ceriseto, Cesa di Francia, Colliberti, Fano a Corno, Forca di Valle, Pacciano, Pretara, San, Giovanni, San Massimo, San Pietro und Trignano.
Die Nachbargemeinden sind: Calascio, Castel Castagna, Castelli, Colledara, Fano Adriano, L’Aquila, Pietracamela, Santo Stefano di Sessanio und Tossicia.
Die Gemeinde liegt rund 31 Kilometer von der Provinzhauptstadt Teramo und 45 Kilometer von der Adriaküste entfernt. Die Ortschaft Isola del Gran Sasso d’Italia wird vom Fluss Mavone durchflossen und liegt nur rund sieben Kilometer vom Gran Sasso d’Italia entfernt.

## Geschichte
Nach dem Kriegseintritt Italiens im Juni 1940 errichtete das faschistische Regime in Isola del Gran Sasso ein Internierungslager (campo di concentramento). Es befand sich in zwei beieinander liegenden Gebäuden außerhalb der Ortschaft: ein ehemaliges Hotel und ein Pilgerhaus, das zu einer Kirche gehörte. Beide Gebäude boten Platz für 180 Insassen. Die Belegung erreichte jedoch im August 1943 mit 147 Internierten ihren Höchststand. Ins Lager kamen zunächst italienische und ausländische Juden, später insgesamt 147 Chinesen. Noch im Oktober 1943 befanden sich einige Hundert Chinesen in Isola del Gran Sasso.

## Bevölkerungsentwicklung
| Jahr      | 1861 | 1881 | 1901 | 1921 | 1936 | 1951 | 1971 | 1991 | 2001 | 2016 |
| Einwohner | 3510 | 4172 | 5009 | 5494 | 6448 | 6878 | 5285 | 4952 | 4883 | 4759 |

Quelle: ISTAT

## Sehenswürdigkeiten
- Die Kirche Chiesa di San Giovanni ad insulam wurde im 11. Jahrhundert errichtet. Sie ist heute nur noch eine Ruine.
- In der Kirche Santuario di San Gabriele dell’Addolorata wird die Urne des San Gabriele dell’Addolorata aufbewahrt.

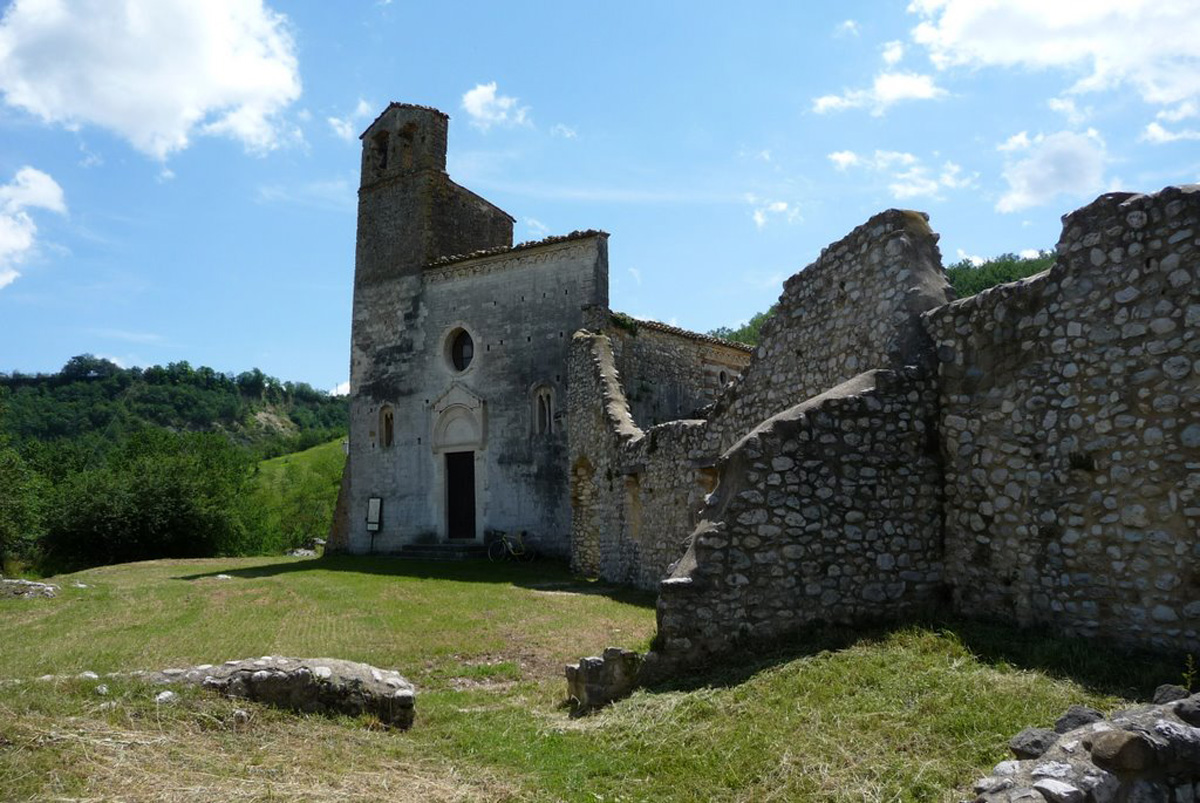
Chiesa di San Giovanni ad insulam
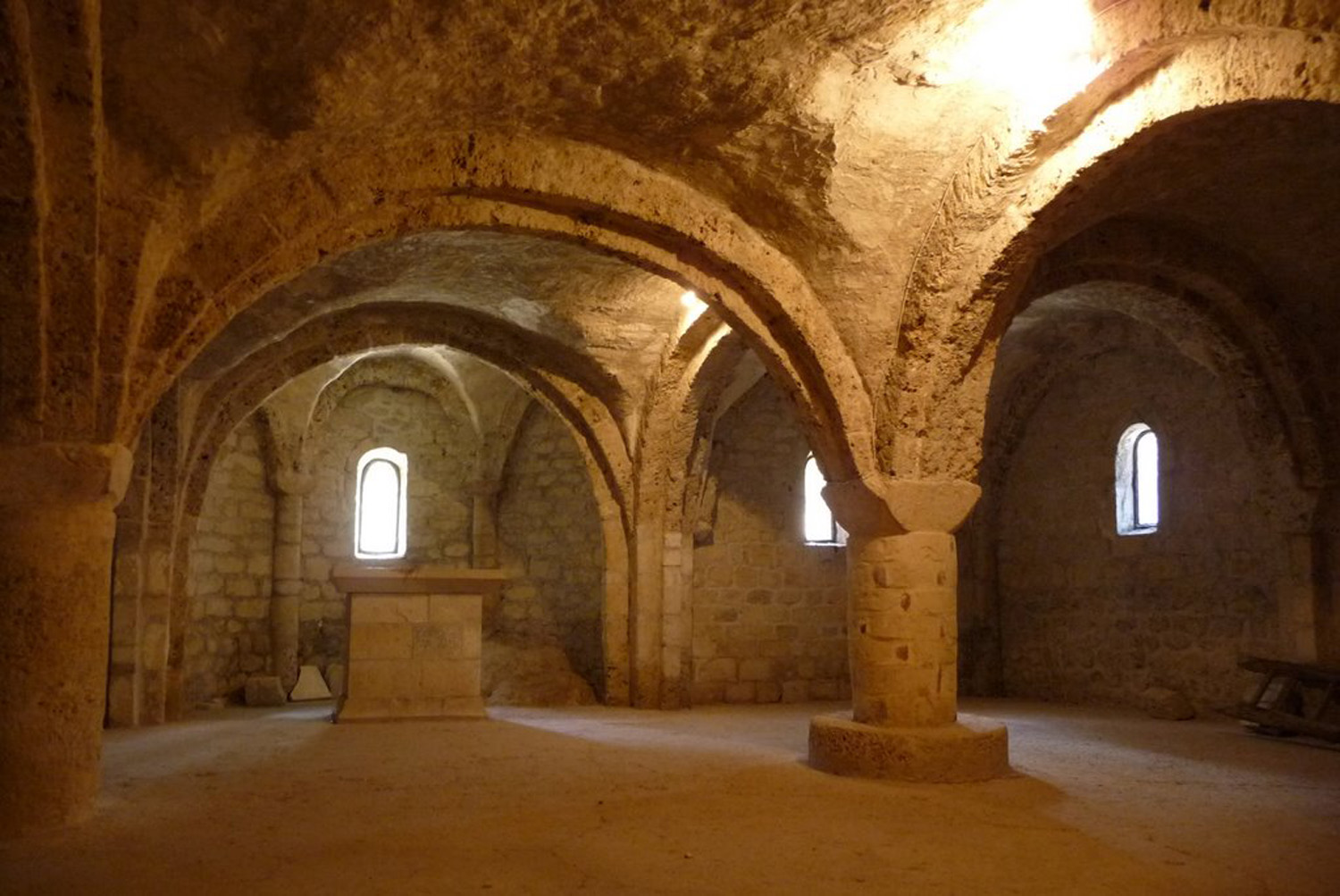
In der Chiesa di San Giovanni ad insulam
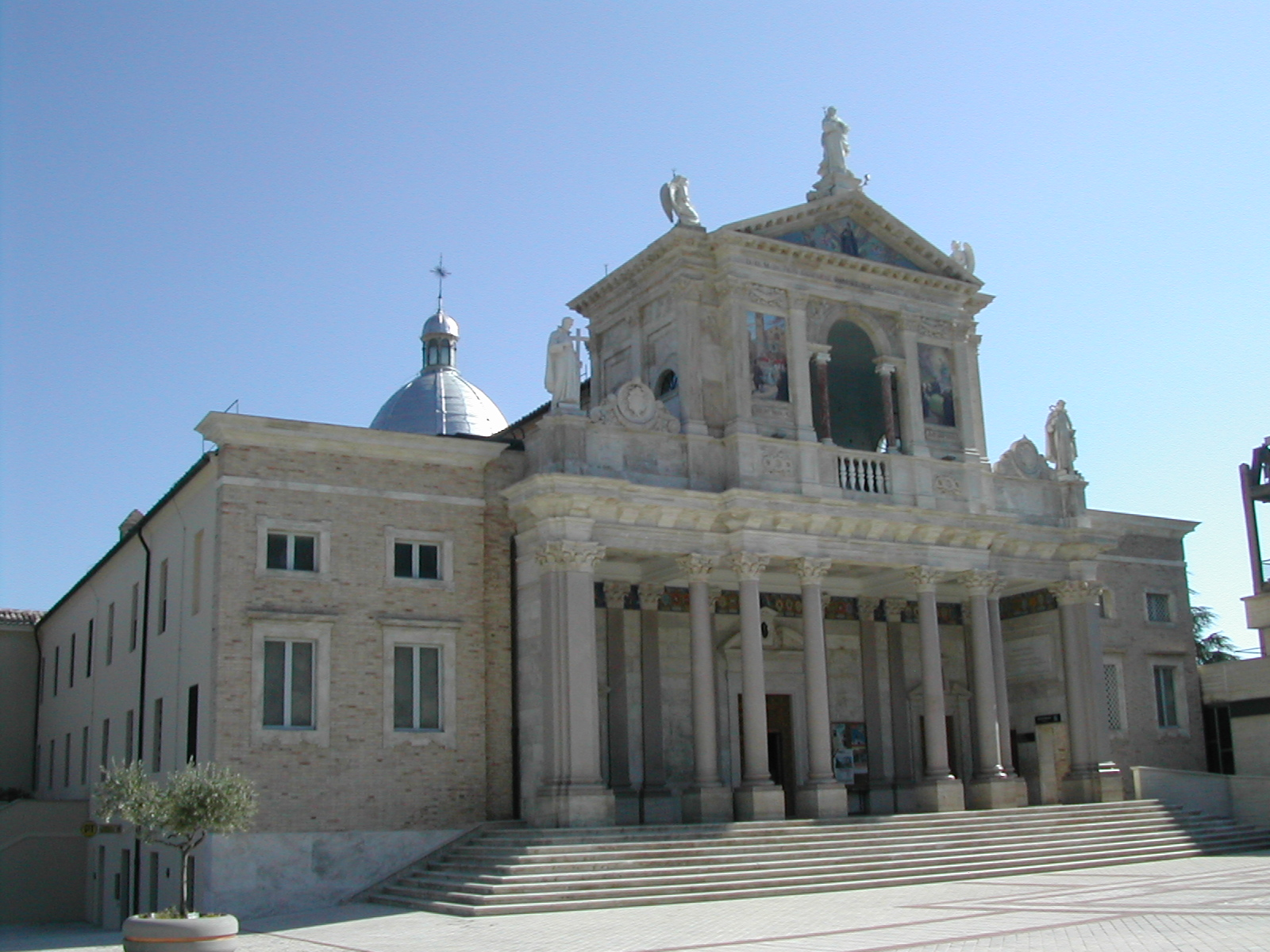
Santuario di San Gabriele dell’Addolorata
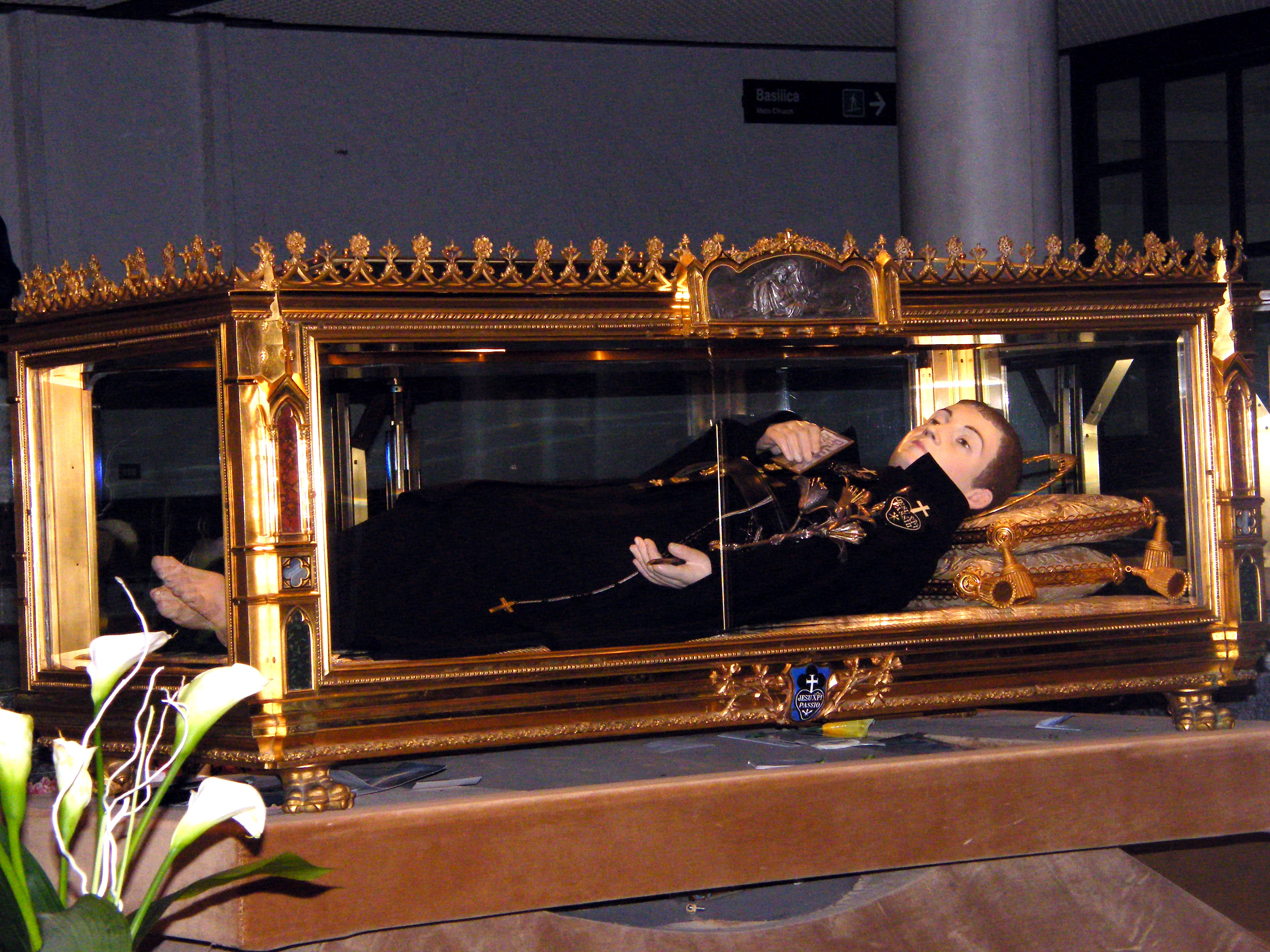
Urne des San Gabriele
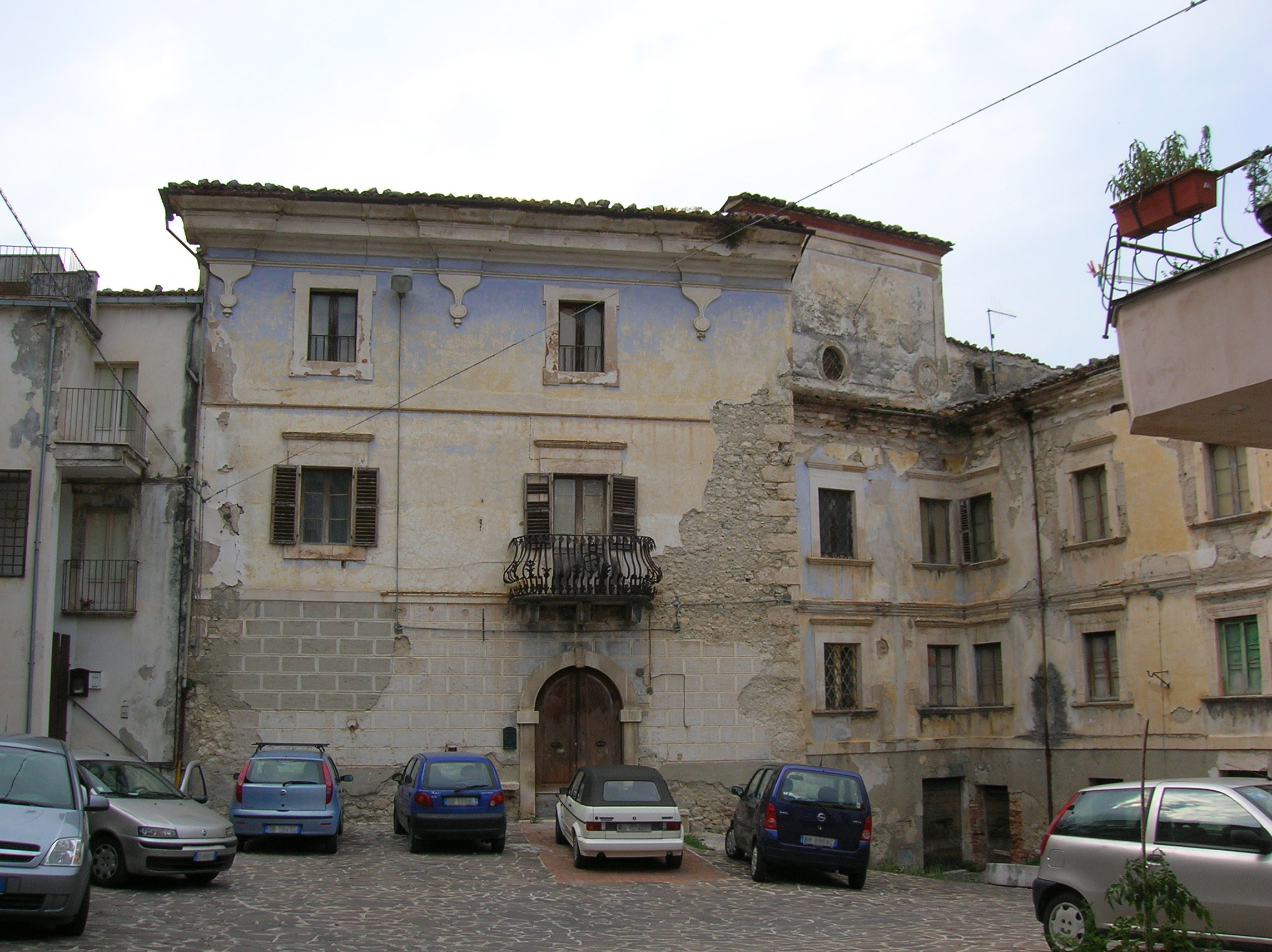
In der Ortschaft Isola Gran Sasso d'Italia
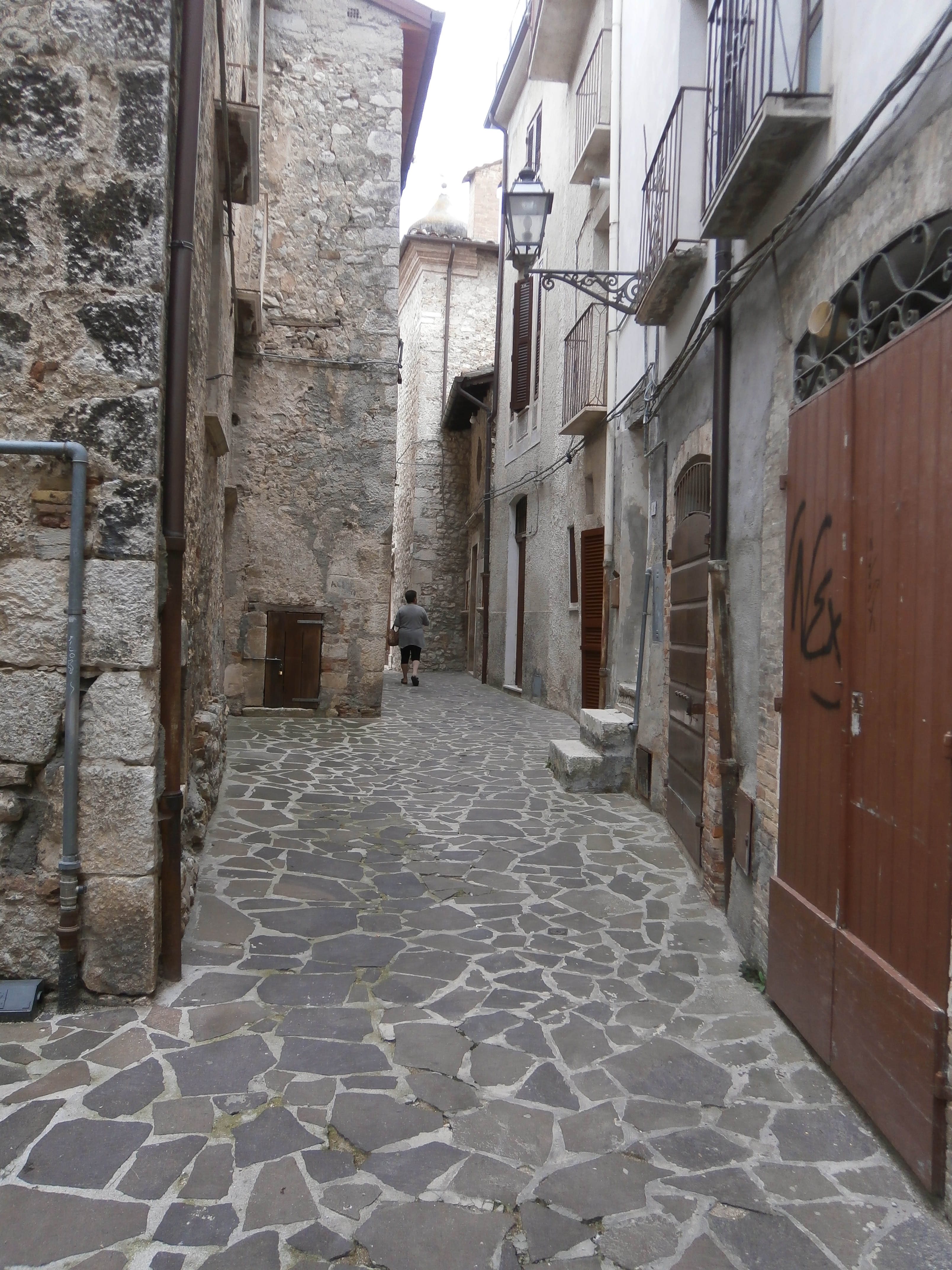
Gasse in der Altstadt
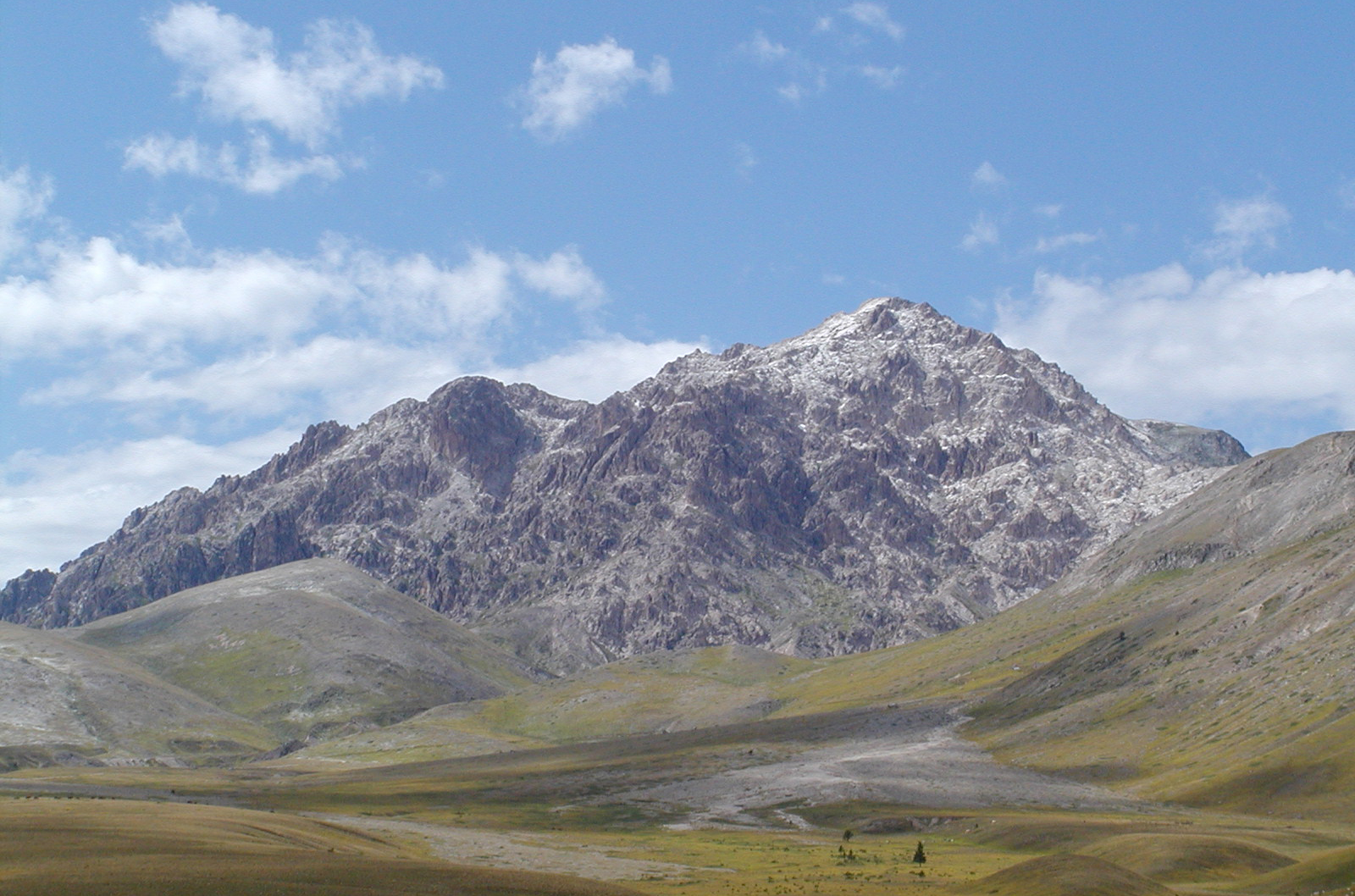
Der naheliegende Gran Sasso d'Italia

## Weinbau
In der Gemeinde werden Reben der Sorte Montepulciano für den DOC - Wein Montepulciano d’Abruzzo angebaut.

## Persönlichkeiten
- Michele Di Simone (1929–2017), römisch-katholischer Ordensgeistlicher, Apostolischer Präfekt von Sekadau